# فرد جاي ميرفي
فرد جاي ميرفي (بالإنجليزية: Fred J. Murphy)‏ هو لاعب كرة قدم أمريكية أمريكي، ولد في 4 فبراير 1886 في Southborough, Massachusetts ‏ في الولايات المتحدة، وتوفي في 19 ديسمبر 1956 في ميامي في الولايات المتحدة.